# العرية (الترارزة)
العرية بلدة موريتانية وإحدى بلديات ولاية الترارزة.